# Бемово (станція метро)
52°14′21″ пн. ш. 20°54′56″ сх. д. / 52.23919° пн. ш. 20.9155° сх. д.
Бемо́во (пол. Bemowo) — метростанція на лінії М2 Варшавського метро.
Розташована під рогом вулиць Ґурчевська та Сілезьких Повстанців, у Бемово. 
Відкрита 30 червня 2022 у складі черги Князя Януша — Бемово.
Конструкція — колонна двопрогінна мілкого закладення з однією острівною платформою (довжина — 104 м, ширина — 12 м). 